# Agroindustrial
Agroindustrial est un quartier de la ville brésilienne de Santa Maria, Rio Grande do Sul. Le quartier est situé dans district de Sede.

## Vilas
Le quartier possède les vilas suivantes : Agroindustrial, Agrovila I, Agrovila II, Distrito industrial.

## Galerie

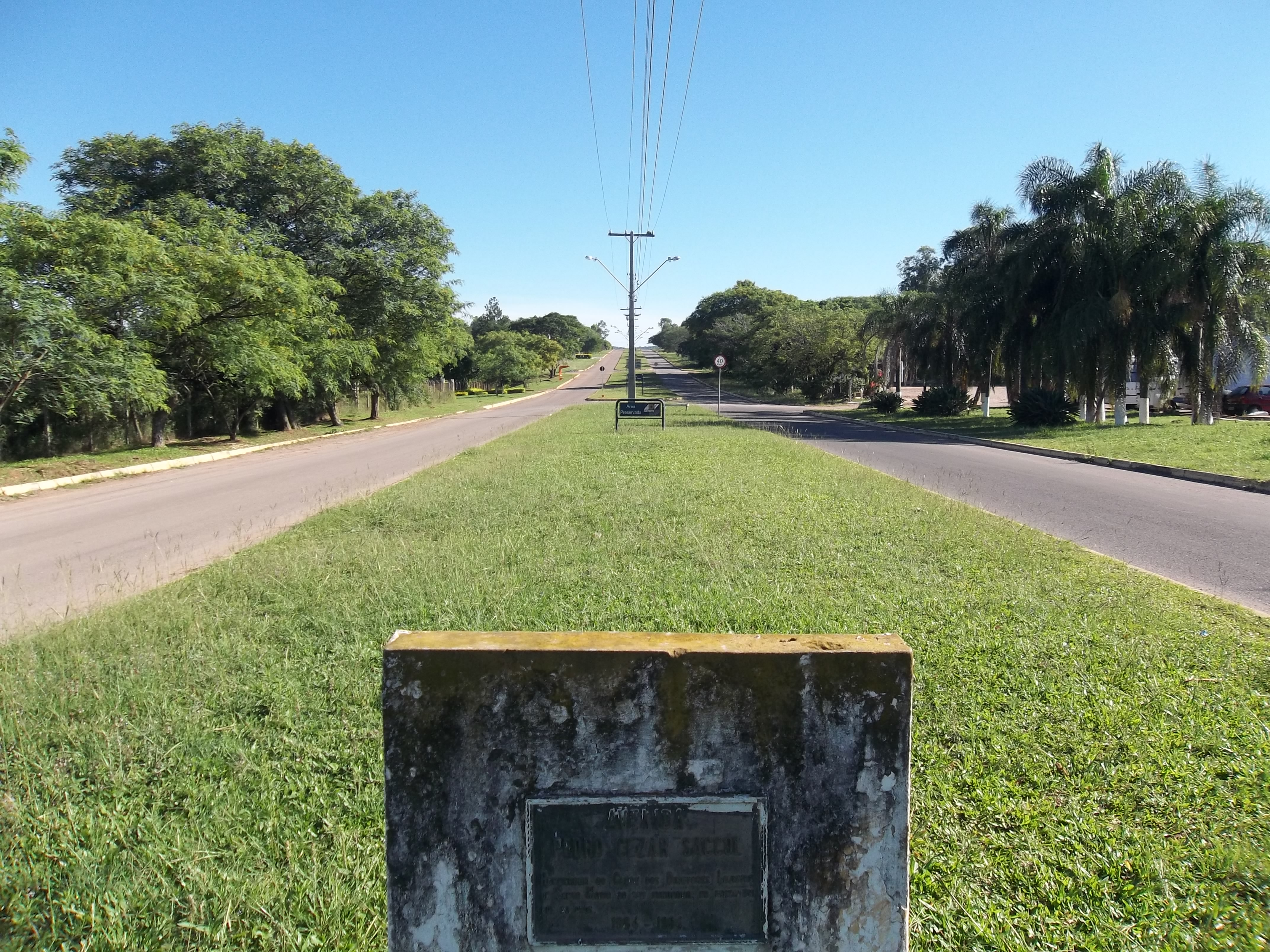
L'avenue Pedro Cezar Saccol.
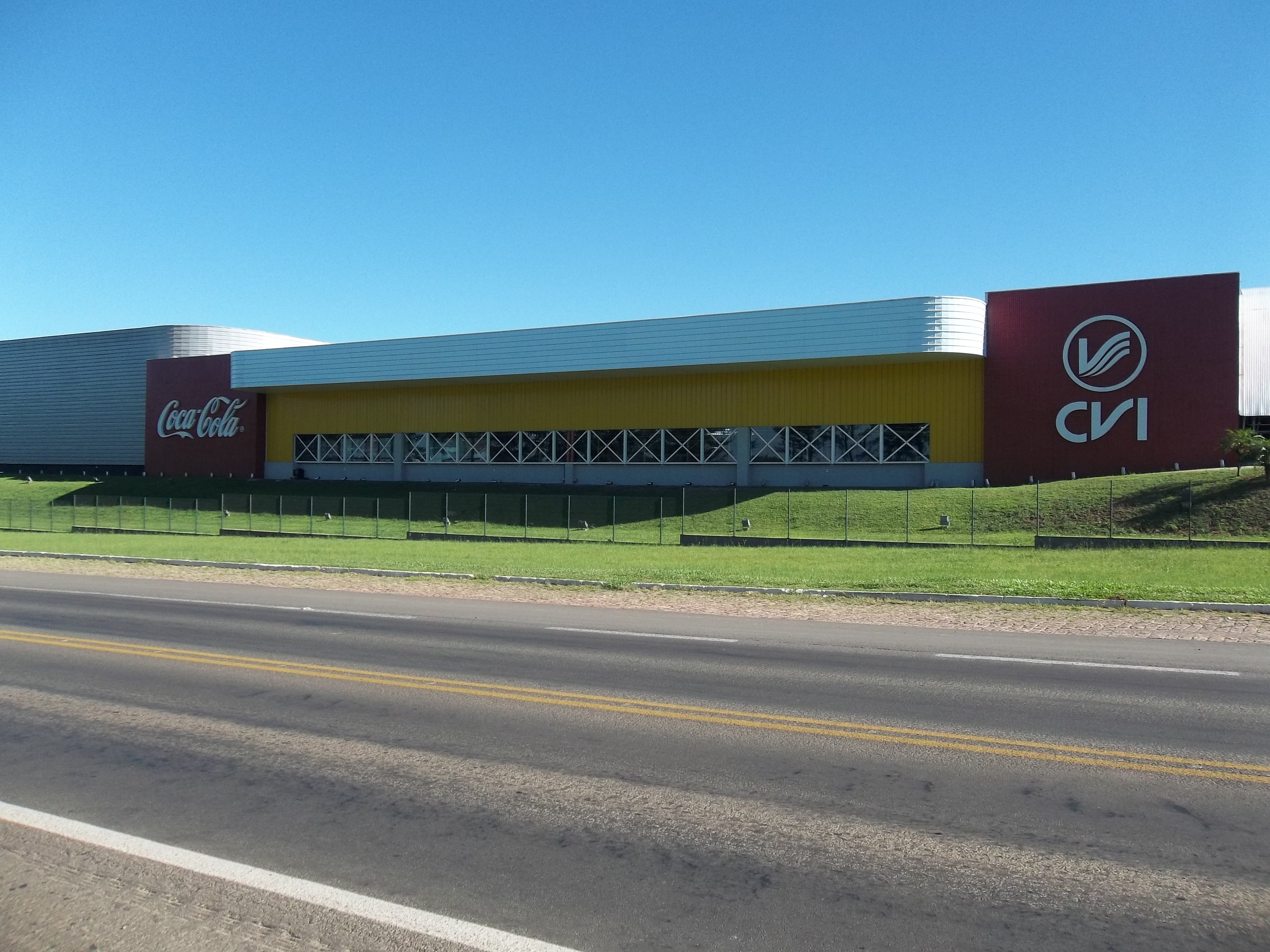
CVI Coca-Cola à Santa Maria.
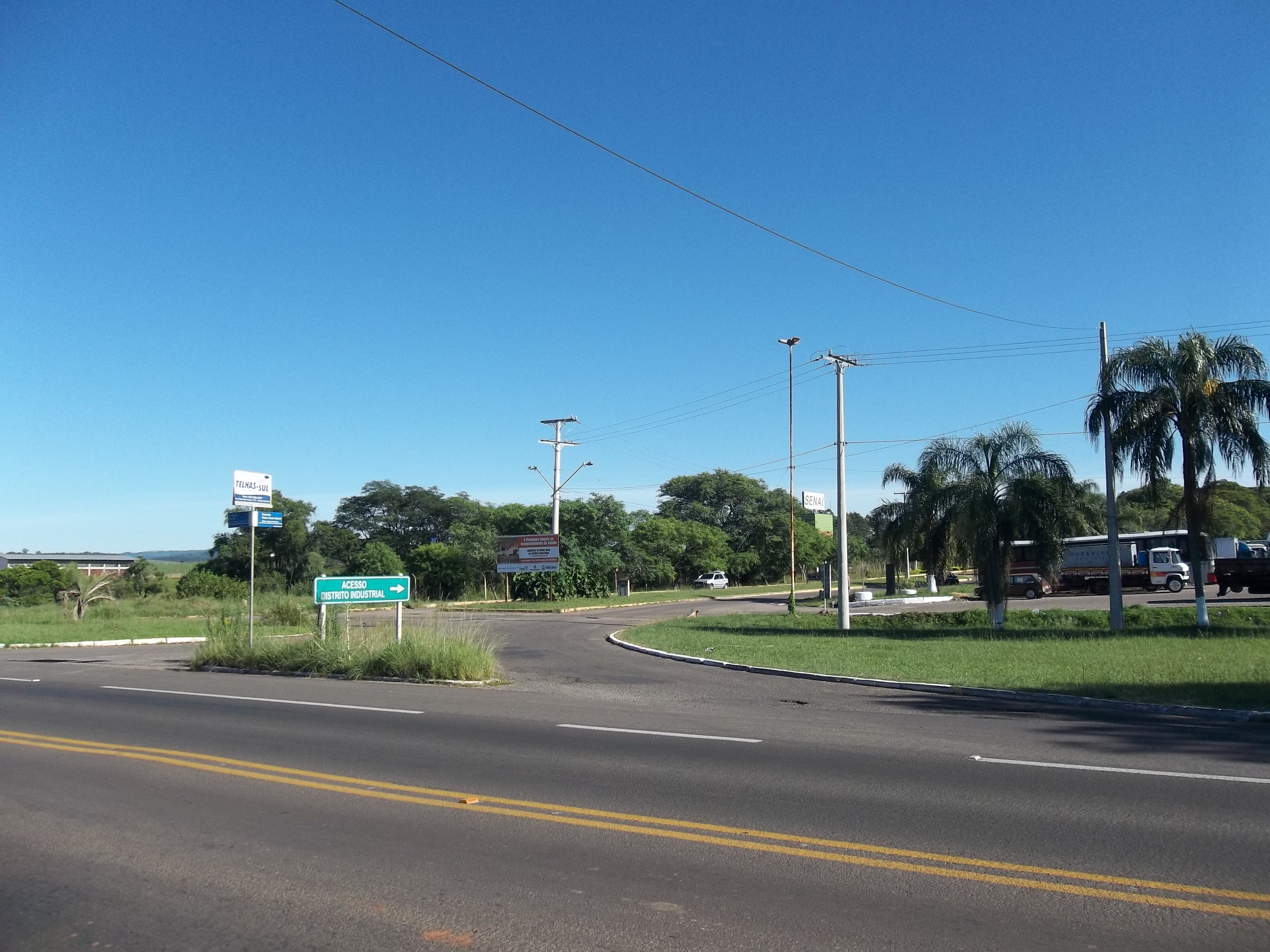
Accès au District industriel de Santa Maria.